# Львов, Сергей Львович
Сергей Львович Львов (настоящая фамилия Гец; 6 апреля 1922 — 31 июля 1981) — русский советский писатель, журналист, литературный критик.

## Биография
Родился 6 апреля 1922 года в Москве. В детстве познакомился с Константином Паустовским. В 1926 году, будучи ребёнком, снялся в художественном фильме «Мисс Менд», а в 1927 году — в фильме «Круг».
Во время Великой Отечественной войны сначала преподавал в Военном институте иностранных языков, затем был военным переводчиком; переводил «трофейные фильмы» генералу Ф. И. Голикову.
В 1943 году вступил в КПСС. В 1945 году окончил ИФЛИ. Печатался с 1947 года. С 1950 года сотрудник «Литературной газеты». С 1956 года член Союза писателей.
Автор ряда статей о советской и зарубежной литературе и театре. В 1956 году издал критико-биографический очерк «Константин Паустовский». Его первая повесть «Полтора месяца в жизни Тамары» вышла в 1959 году. Позднее были изданы другие его книги: повести «Спасите наши души!» (1960), «Серьезная музыка» (1964), «Пятьдесят строк в номер» (1966), книга очерков «Сердце слышит» (1962), книги рассказов «Город не спит» (1964) и «Откуда начинается путешествие» (1964). Эти произведения посвящены в основном жизни современной молодёжи и затрагивают вопросы морали. В книге «Огонь Прометея» (1960) автор рассказывает об истории литературы как об истории борьбы, воспевает гражданский и нравственный подвиг писателя. Произведения Сергея Львова переведены на языки народов СССР.
В детстве жил с семьёй на Садово-Триумфальной улице в Москве. С 1953 года жил по адресу: Новопесчаная улица, дом 8к2.